# Oscar Björck

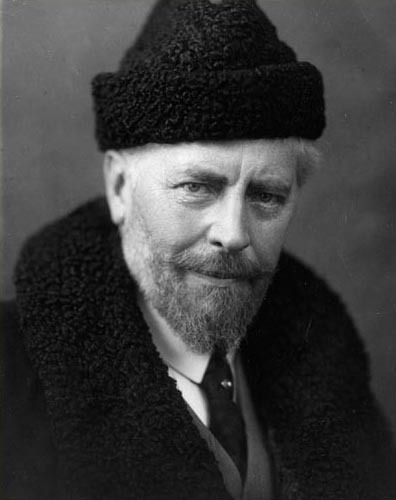
Oscar Björck

Gustaf Oscar Björck (Stockholm, 15 januari 1860 – aldaar, 5 december 1929) was een Zweeds kunstschilder. Hij behoorde lange tijd tot de kunstkolonie van de Skagenschilders. Later werd hij bekend als portretschilder.

## Leven en werk
Björck studeerde tussen 1877 en 1882 aan de Koninklijke Zweedse Kunstacademie te Stockholm. Vervolgens voegde hij zich in het vissersdorp Skagen bij de kunstenaarskolonie van de Skagenschilders, op uitnodiging van Peder Severin Krøyer, die hij zeer bewonderde. In de winter van 1883-1884 verbleef hij in Parijs, in 1884-1885 reisde hij naar München en eind 1885 naar Venetië en Rome. In de zomers keerde hij steeds terug naar Skagen.
Björck schilderde aanvankelijk vooral genrewerken en landschappen, in een naturalistische stijl met duidelijk impressionistische kenmerken. Vaak schilderde hij in de open lucht. In 1888 opende hij een atelier in Stockholm en legde hij zich steeds nadrukkelijker toe op de portretschilderkunst. Hij kreeg als zodanig belangrijke opdrachten, onder andere van het Zweedse hof en de Duitse keizer.
Björck was was lid van de Konstnärsförbundet en werd in 1898 professor aan de Kunsthogeschool te Stockholm. Hij overleed in 1929, 69 jaar oud, te Stockholm.
Werk van Björck is onder andere te zien in het Nationalmuseum te Stockholm en in het Skagens Museum.

## Galerij

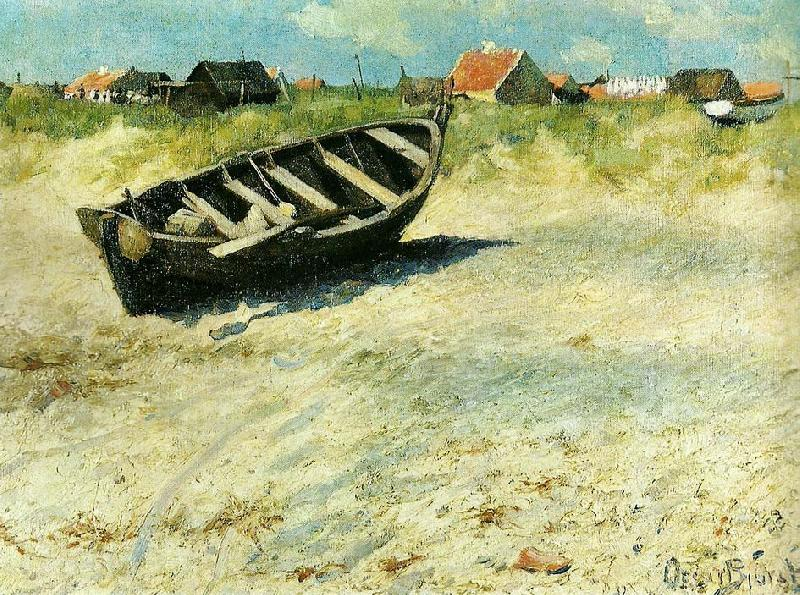
Boot op het strand bij Skagen
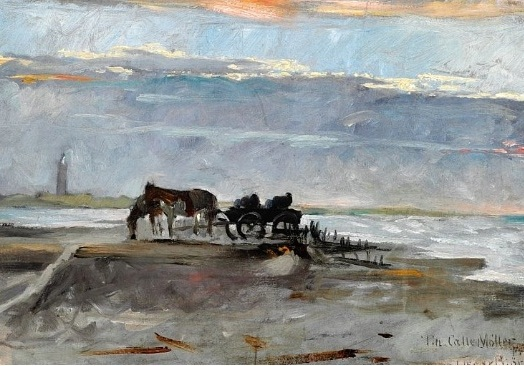
Uitzicht op Skagen, met vuurtoren
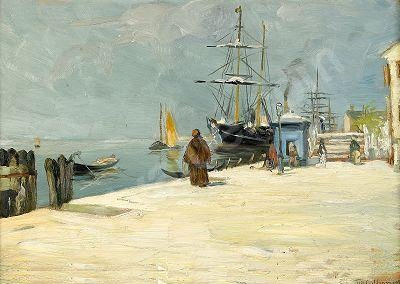
Havescène
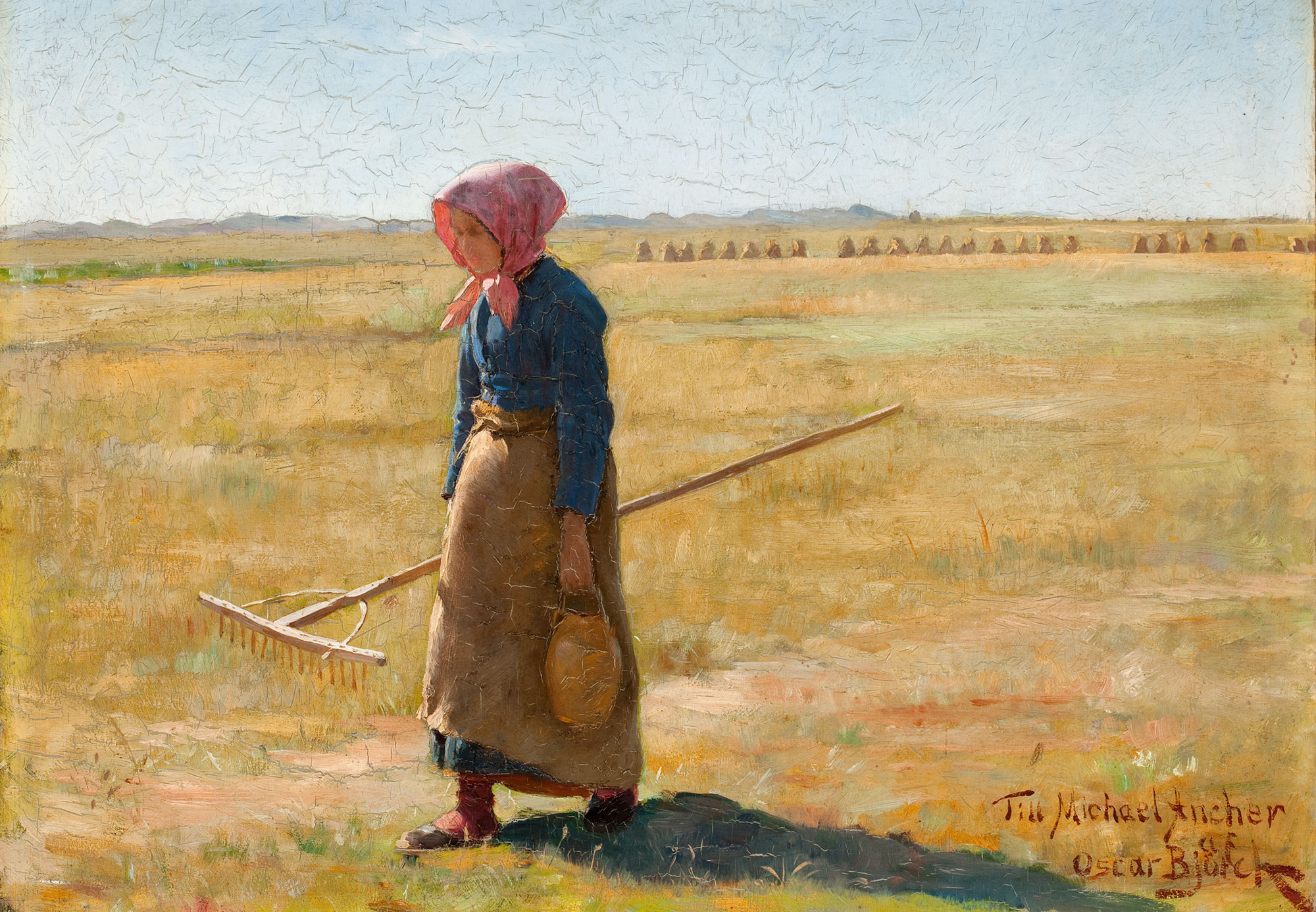
Hooien
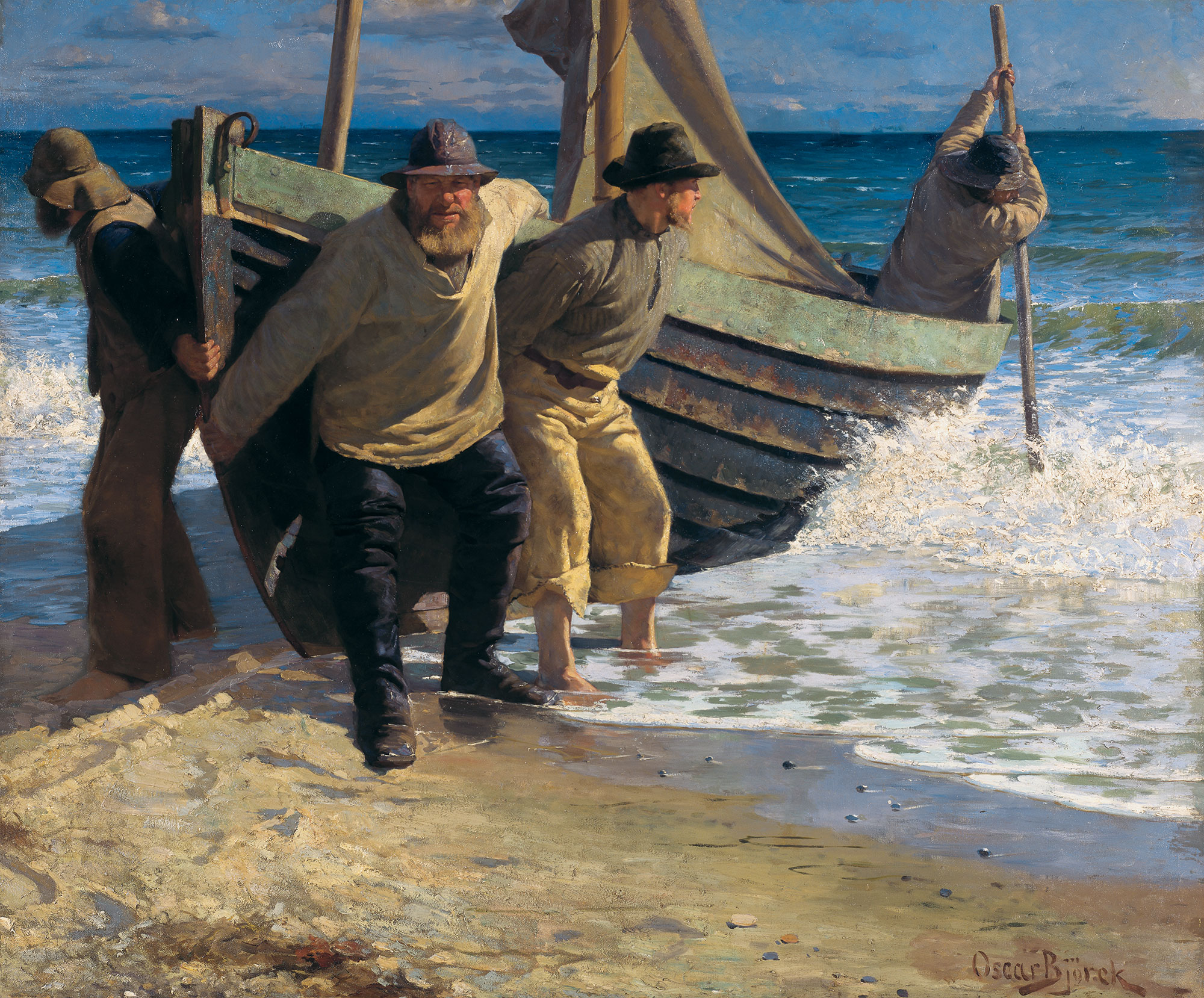
Vissers trekken boot uit zee, Skagen
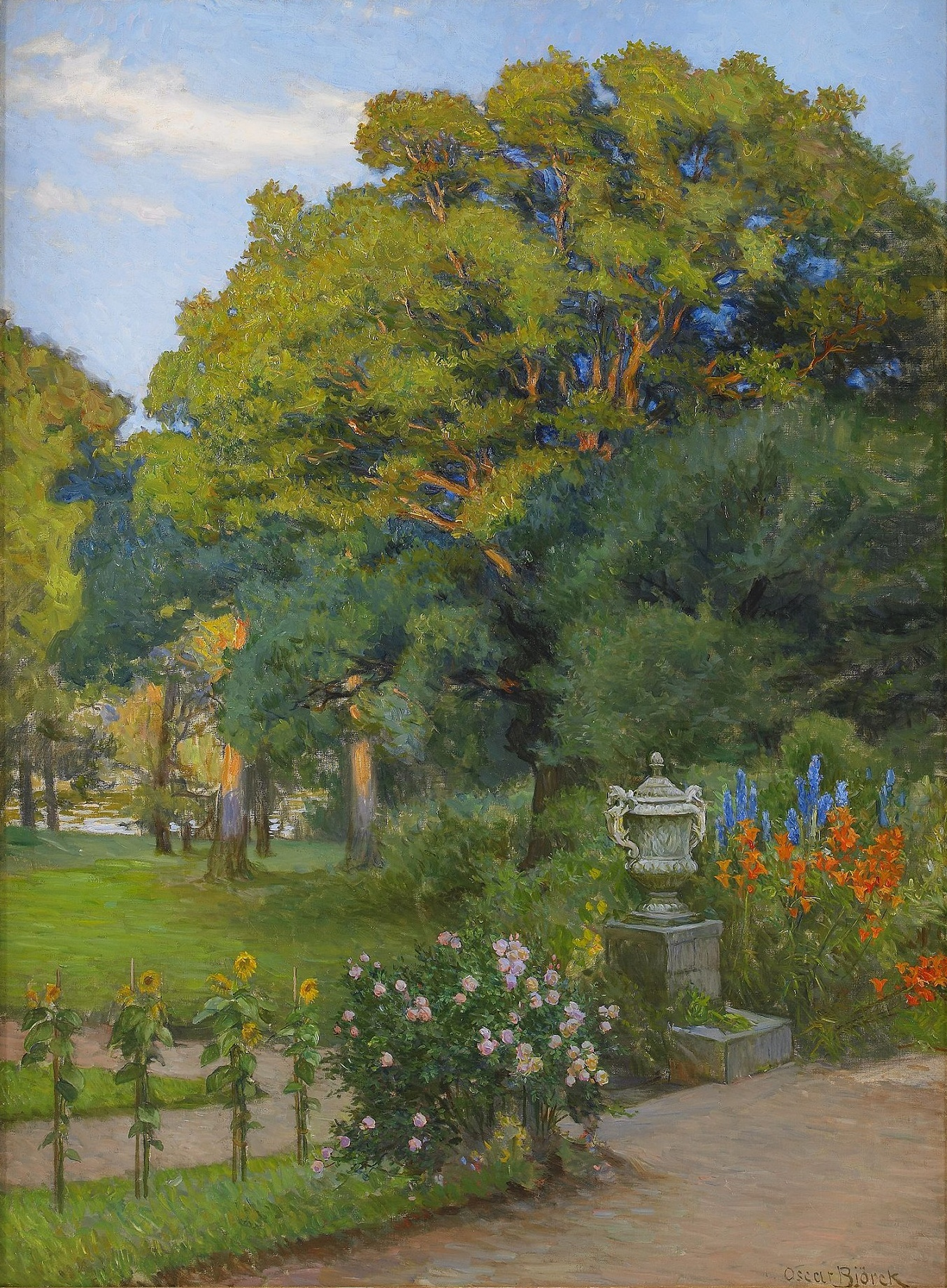
Parklandschap
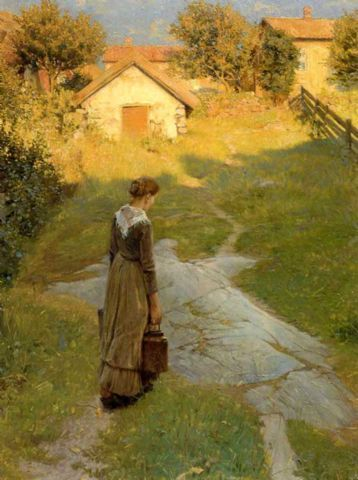
Melkmeisje
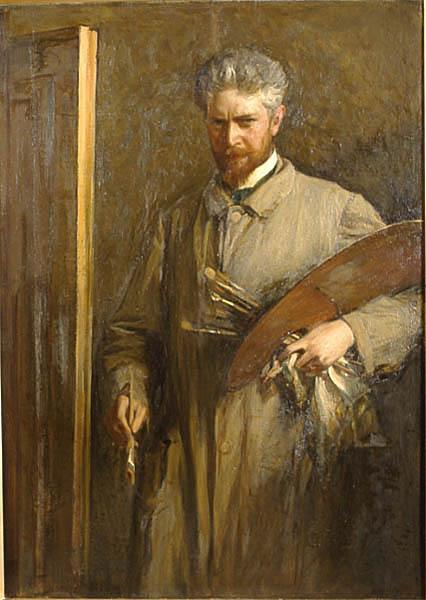
Zelfportret
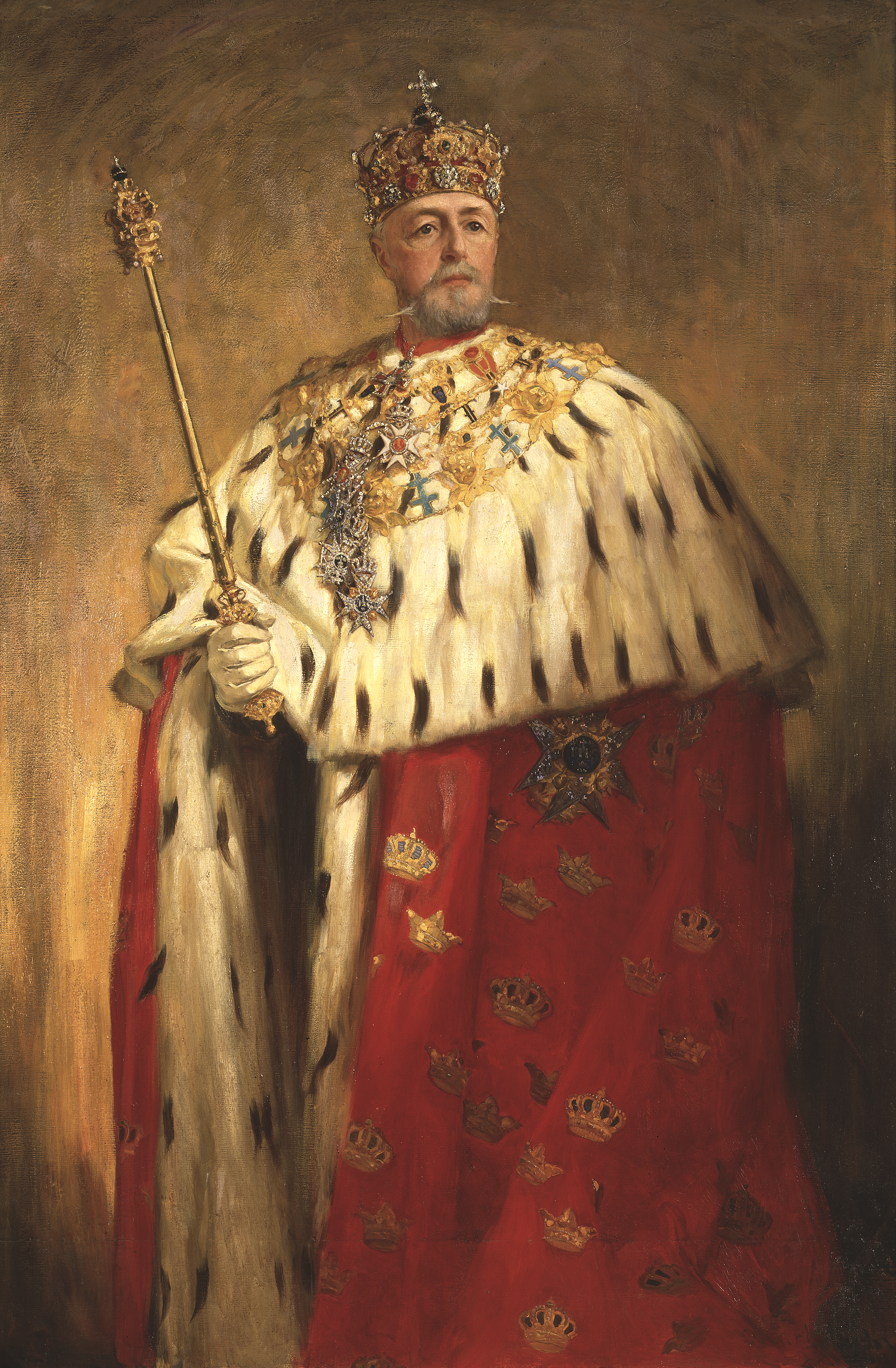
Oscar II van Zweden
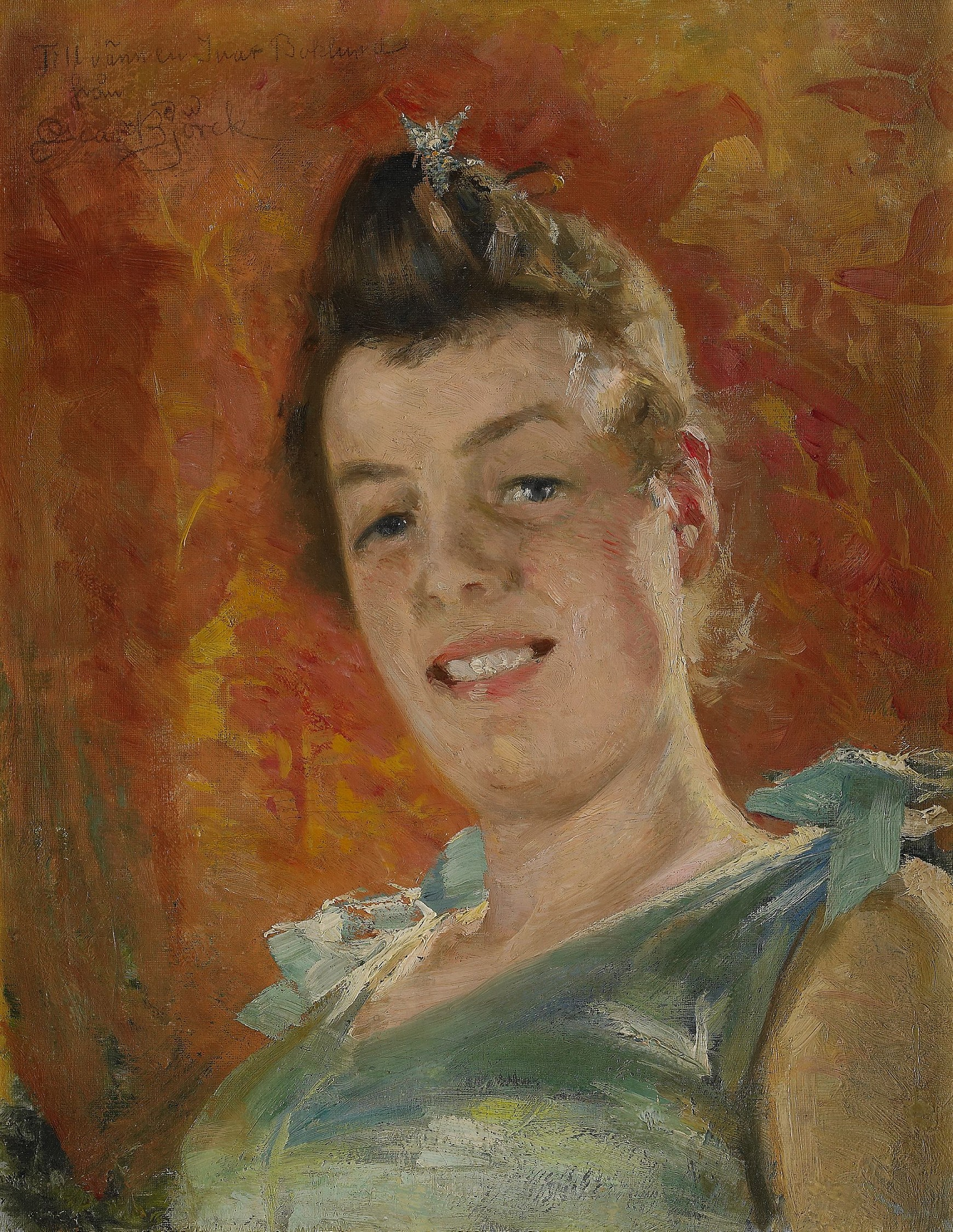
Portret van een jonge vrouw